# William K. Bond
William Key Bond (* 2. Oktober 1792 im Saint Mary’s County, Maryland; † 17. Februar 1864 in Cincinnati, Ohio) war ein US-amerikanischer Politiker. Zwischen 1835 und 1841 vertrat er den Bundesstaat Ohio im US-Repräsentantenhaus.

## Werdegang
William Bond besuchte die öffentlichen Schulen in Litchfield (Connecticut). Nach einem anschließenden Jurastudium an der Litchfield Law School und seiner 1813 erfolgten Zulassung als Rechtsanwalt begann er in Chillicothe (Ohio) in diesem Beruf zu arbeiten. Politisch schloss er sich der Bewegung gegen Präsident Andrew Jackson an und wurde in den 1830er Jahren Mitglied der damals gegründeten Whig Party. Bei den Kongresswahlen des Jahres 1834 wurde Bond im siebten Wahlbezirk von Ohio in das US-Repräsentantenhaus in Washington, D.C. gewählt, wo er am 4. März 1835 die Nachfolge von William Allen antrat. Nach zwei Wiederwahlen konnte er bis zum 3. März 1841 drei Legislaturperioden im Kongress absolvieren. Bis 1837 wurde im Kongress noch heftig über die Politik von Präsident Jackson diskutiert.
Im Jahr 1840 verzichtete Bond auf eine weitere Kandidatur. Nach dem Ende seiner Zeit im US-Repräsentantenhaus zog er nach Cincinnati, wo er als Anwalt praktizierte. Zwischen 1849 und 1953 leitete er die dortige Hafenbehörde. Später stieg er in das Eisenbahngeschäft ein. William Bond starb am 17. Februar 1864 in Cincinnati, wo er auch beigesetzt wurde.